# Weston (Ohio)
Weston és una població dels Estats Units a l'estat d'Ohio. Segons el cens del 2000 tenia 1.659 habitants.

## Demografia
Segons el cens del 2000, Weston tenia 1.659 habitants, 638 habitatges, i 454 famílies. La densitat de població era de 571,9 habitants per km².
Dels 638 habitatges en un 39,5% hi vivien nens de menys de 18 anys, en un 54,2% hi vivien parelles casades, en un 11% dones solteres, i en un 28,8% no eren unitats familiars. En el 23% dels habitatges hi vivien persones soles el 6,3% de les quals corresponia a persones de 65 anys o més que vivien soles. El nombre mitjà de persones vivint en cada habitatge era de 2,6 i el nombre mitjà de persones que vivien en cada família era de 3,06.
Per edats la població es repartia de la següent manera: un 29% tenia menys de 18 anys, un 11,1% entre 18 i 24, un 32,7% entre 25 i 44, un 19,8% de 45 a 60 i un 7,4% 65 anys o més.
L'edat mediana era de 31 anys. Per cada 100 dones de 18 o més anys hi havia 95 homes.
La renda mediana per habitatge era de 37.500 $ i la renda mediana per família de 44.861 $. Els homes tenien una renda mediana de 31.939 $ mentre que les dones 23.011 $. La renda per capita de la població era de 16.260 $. Aproximadament el 7,7% de les famílies i el 9,9% de la població estaven per davall del llindar de pobresa.

## Poblacions més properes
El següent diagrama mostra les poblacions més properes.